# 노랑박쥐
노랑박쥐(Myotis flavus)는 애기박쥐과 윗수염박쥐속에 속하는 박쥐이다. 대만과 중국 남동부 지역에서 발견된다. 호지슨박쥐(Myotis formosus)의 이명으로 간주하기도 하지만, 형태학적 특징과 유전자 분석 결과에 의해 별도의 종으로 분류하기도 한다.